# Пахталово
Пахталово — деревня в Вологодском районе Вологодской области.
Входит в состав Старосельского сельского поселения, с точки зрения административно-территориального деления — в Старосельский сельсовет.
Расстояние по автодороге до районного центра Вологды — 48 км, до центра муниципального образования Стризнево — 7 км. Ближайшие населённые пункты — Аксеново, Новое, Лифино, Харитоново, Яскино, Щапилино, Максино.
По переписи 2002 года население — 3 человека.